# ملعب التنين

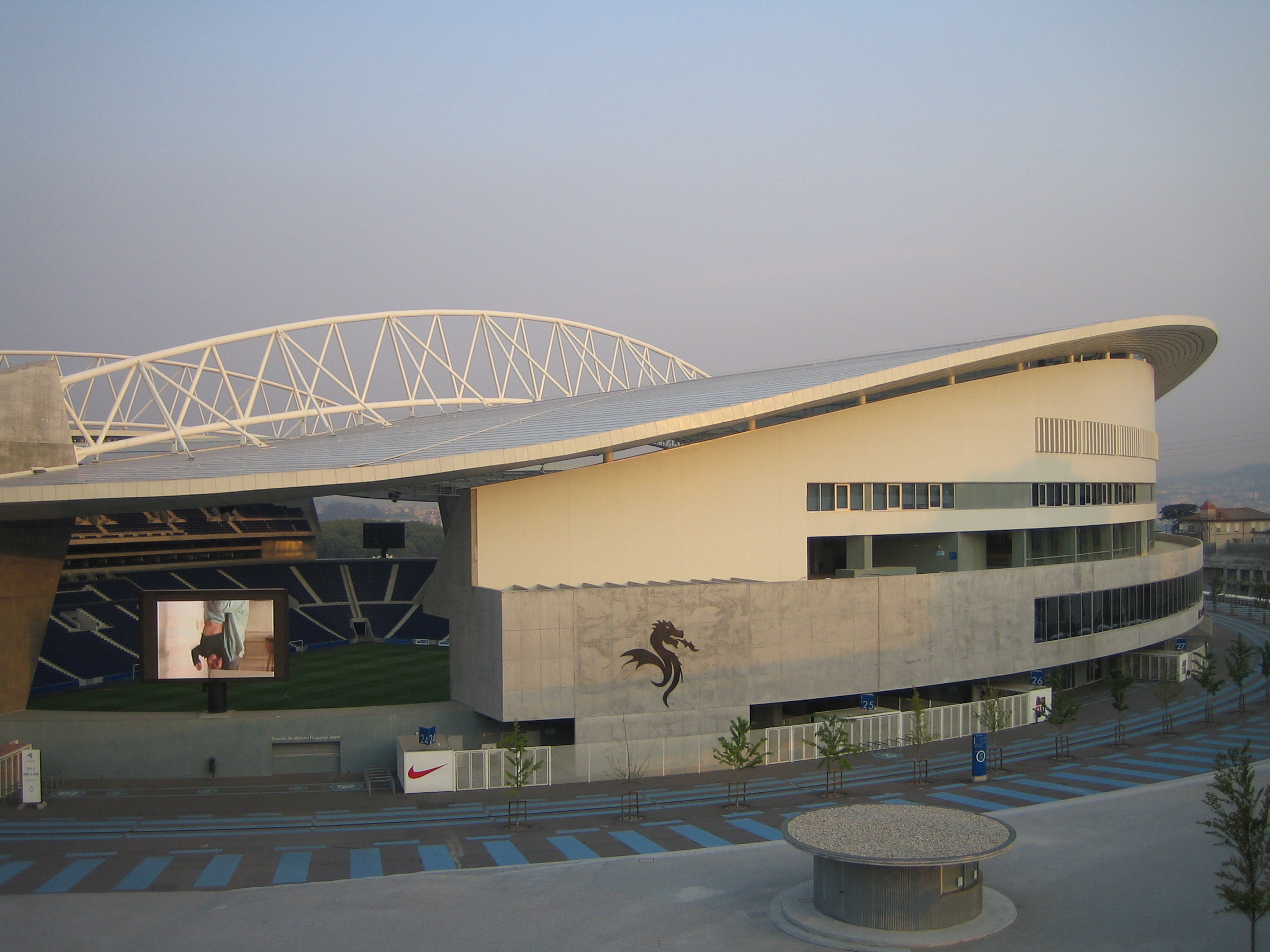

ملعب دو دراغاو أو ملعب التنين (بالبرتغالية: Estádio do Dragão‏)، هو ملعب كرة قدم يقع في مدينة بورتو البرتغالية . يتسع الملعب لاكثر من 50,000 متفرج. يعتبر الملعب الرسمي الذي يخوض فيه فريق بورتو مبارياته . تم افتتاح الملعب في 16 نوفمبر 2003.
ويضم هذا الملعب عدة مرافق منها مركز المؤتمرات والمرافق الترفيهية ومناطق التسوق وكما يوجد كدلك المطاعم وهناك موقف السيارات. صنفت الفيفا هذا الملعب بملعب خمس نجوم لما يضم هذا الملعب من شاشات عملاقة لمشاهدة المباريات الفريق ومن الابتكارات التكنولوجية. يبعد ملعب فريق بورتو عن المطار الدولي للمدينة حوالي 15 كيلومترا. ويعتبر ملعب فري بورتو اقرب للطرق السريعة لمدينة لشبونة وبراغا ويبعد هدا الملعب عن طرق المدينة حوالي 500 متر.